# Echbika
Echbika o Chebika (àrab: الشبيكة, ax-Xabīka) és una ciutat de Tunísia situada uns 5 km al sud-oest de Kairuan, a la governació de Kairuan. Té més de deu mil habitants. És capçalera d'una delegació amb una població de 35.670 habitants.

## Economia
La seva activitat econòmica principal és l'agricultura, amb nombroses oliveres. Té una mica de turisme gràcies a la proximitat al jaciment arqueològic de Raqqada, l'antiga capital aglàbida.

## Administració
És el centre de la delegació o mutamadiyya homònima, amb codi geogràfic 41 53 (ISO 3166-2:TN-12), dividida en vuit sectors o imades:
- Echbika (41 53 51)
- Jaouaouda (41 53 52)
- El Aouamria (41 53 53)
- Errouisset (41 53 54)
- Abida (41 53 55)
- Sidi Ali Ben Salem (41 53 56)
- Hammed (41 53 57)
- El Karma (41 53 58)

Al mateix temps, forma una municipalitat o baladiyya (codi geogràfic 41 12).